# Dicranomyia flavobrunnea
Dicranomyia flavobrunnea là một loài ruồi trong họ Limoniidae. Chúng phân bố ở miền Ấn Độ - Mã Lai.